# Узденский сельсовет
Узденский сельсовет — административная единица на территории Узденского района Минской области Республики Беларусь. Административный центр — город Узда.

## История
Узденский сельский Совет крестьянских депутатов (с января 1918 — Узденский сельский Совет рабочих, солдатских и крестьянских депутатов, с 23.2.1918 — Узденский сельский Совет рабочих, крестьянских и красноармейских депутатов, с 16.7.1954 — Узденский сельский Совет депутатов трудящихся) был создан в ноябре 1917 года в составе Узденской волости Игуменского уезда.
Административная подчинённость:
- с ноября 1917 — в Узденской волости Игуменского уезда
- с августа 1923 — в Узденской волости Минского уезда
- с июля 1924 — в Узденском районе
- с 25.12.1962 — в Дзержинском районе
- с 30.7.1966 — в Узденском районе[1].

С 1 июля 2013 года в состав Узденского сельсовета включены все населённые пункты и территория упразднённого Литвянского сельсовета, а также часть населённых пунктов и территории упразднённого Семеновичского сельсовета. Одновременно в состав Дещенского сельсовета переданы входившие ранее в состав Узденского сельсовета населённые пункты Алеховка, Слободка, Петровск, Теляково.

## Географическое положение
Сельсовет расположен в центре Узденского района.

## Производственная сфера
- СПК «Узденский»
- ОАО «Узденский райагросервис»

## Социально-культурная сфера
Учреждения образования: «Зеньковичская государственная образовательная средняя школа имени А. Якимовича», «Присынковский государственный детский сад», «Зеньковичский государственный детский сад».
Культурное обслуживание: Зеньковичский и Присынковский сельские Дома культуры , Зеньковичская и Присынковская сельские библиотеки, Чуриловская, Заболотская сельские библиотеки-клубы.
Медицинское обслуживание: 4 фельдшерско-акушерских пункта (Зеньковичский, Чуриловский, Присынковский, Низовской).

## Состав
Узденский сельсовет включает следующие населённые пункты:
- Бервищи — деревня.
- Борки — деревня.
- Буковичи — деревня[К 1].
- Буковичи — посёлок[К 1].
- Великая Уса — деревня[К 2].
- Глинищи — посёлок.
- Губино — деревня[К 2].
- Жирмоны 1 — деревня.
- Жирмоны 2 — деревня.
- Заболотье — деревня.
- Занеманец — посёлок.
- Зеньковичи — агрогородок.
- Зорька — посёлок.
- Калиновка — посёлок.
- Каменка — деревня[К 2].
- Каменка — посёлок[К 2].
- Комаровка — посёлок[К 2].
- Комсомолец — посёлок.
- Куль — деревня[К 1].
- Ластовщина — деревня[К 1].
- Лисовщина — деревня[К 2].
- Литвяны — агрогородок[К 2].
- Маковищи — деревня[К 2].
- Малая Уса — деревня[К 2].
- Чирвоный Угол — посёлок.
- Низок — деревня.
- Новая Старина — деревня[К 2].
- Новозаболотье — деревня.
- Новый — посёлок.
- Островок — деревня[К 1].
- Островок — посёлок[К 1].
- Паледи — посёлок.
- Первомайск — посёлок[К 1].
- Подсадские — деревня[К 1].
- Подъельники — деревня[К 1].
- Присынок — деревня.
- Свиталовка — деревня.
- Свиталовка 1 — посёлок.
- Свиталовка 2 — посёлок.
- Семеновичи — агрогородок[К 1].
- Смолзавод — посёлок.
- Сокольщина — деревня[К 2].
- Сымончицы — деревня.
- Тычинки — деревня.
- Чурилово — деревня.

## Комментарии
1. 1 2 3 4 5 6 7 8 9 10  Передан из Семеновичского сельсовета решением Минского областного Совета депутатов от 28 мая 2013 года № 234 «Об изменении административно-территориального устройства районов Минской области»[2].
2. 1 2 3 4 5 6 7 8 9 10 11  Передан из Литвянского сельсовета решением Минского областного Совета депутатов от 28 мая 2013 года № 234 «Об изменении административно-территориального устройства районов Минской области»[2].